# Joe Stimson
Pour les articles homonymes, voir Stimson.

a Compétitions nationales et continentales officielles uniquement.

Joe Stimson, né le 2 décembre 1995 à Temora (Australie), est un joueur australien de rugby à XIII au poste de deuxième ligne dans les années 2010. Il fait ses débuts en National Rugby League en 2016 avec le Storm de Melbourne. Il se fait rapidement une place de titulaire au sein d'une équipe qui remporte la NRL en 2017.
Son père, Mark Stimson, et son oncle, Peter Stimson, ont tous deux été des joueurs de rugby à XIII

## Palmarès
- Collectif :
  - Vainqueur de la National Rugby League : 2017[1] (Melbourne Storm).
  - Finaliste de la National Rugby League : 2018 (Storm de Melbourne).

## Détails

### En club
| Saison | Club                          | Compétition           | Matchs | Points | Essais | Buts | Drop |
| ------ | ----------------------------- | --------------------- | ------ | ------ | ------ | ---- | ---- |
| 2017   | Melbourne Storm               | National Rugby League | 15     | 14     | 3      | 1    | 0    |
| 2018   | Melbourne Storm               | National Rugby League | 22     | 8      | 1      | 2    | 0    |
| 2019   | Melbourne Storm               | National Rugby League | 12     | 20     | 5      | -    | 0    |
| 2020   | Canterbury-Bankstown Bulldogs | National Rugby League | 2      | -      | -      | -    | -    |
| 2021   | Canterbury-Bankstown Bulldogs | National Rugby League | 0      | -      | -      | -    | -    |